# Pompeo Leoni
Pompeo Leoni (ur. 1533 w Mediolanie, zm. 13 października 1608 w Madrycie) – włoski rzeźbiarz renesansowy i bibliofil.
Podobnie jak jego ojciec Leone zajmował się rzeźbą. W 1556 roku Pompeo udał się do Hiszpanii, gdzie wcześniej zamieszkał jego ojciec. Obaj artyści wznieśli w kościele Escurialu grobowce królów Hiszpanii Karola V i Filipa II Habsburga. W latach 1576–1587 Pompeo Leoni pracował nad grobem arcybiskupa Sewilli Fernando de Valdésa y Salasa.
Interesował się twórczością Leonarda da Vinci. W latach 1582–1590 pozyskał większość notatek Leonarda. Dzieląc zeszyty na większe kodeksy doprowadził do zniszczenia kolekcji. Przyczynił się do powstania w 1604 roku Kodeksu Atlantyckiego. Był również właścicielem obrazu Święta Anna Samotrzecia.
Przypuszcza się, że Pompeo Leoni został uwieczony przez El Greca na obrazie Portret rzeźbiarza.